# Валери Ларбо
Валери Ларбо (на френски: Valery Larbaud) е френски преводач, литературен критик, поет и писател на произведения в жанра социална драма, лирика и документалистика. Писал е и под псевдонима А. О. Барнабут (А.-О. Barnabooth).

## Биография и творчество
Валери Ларбо е роден на 29 август 1881 г. във Виши, Франция. Той е единственото дете на фармацевта Никола Ларбо (на 59 години, когато се ражда синът му) и Изабел Бюро де Етиво (на 38 години). Баща му, който е собственик на фирмата Vichy Saint-Yorre за битилиране на естествено газирана минерална вода от местните извори, умира когато Валери е осемгодишен. Отгледан е от майка си и леля си. Семейното богатство му осигурява комфортен живот, като му позволява да води бохемски живот и да пътува из Европа на луксозни лайнери и Ориент Експрес, както и да посещава много санаториуми с минерални извори, за да се грижи за крехкото здраве.
Първата му книга, стихосбирката „Стихове от богат аматьор“, е издадена през 1908 г. под псевдонима А. О. Барнабут, като получава гласа на Октав Мирбо за наградата „Гонкур“. Първият му роман „Фермина Маркес“ е издаден през 1911 г. и е посветен на юношеската любов като ефектите от посещението на красиво момиче от Южна Америка в училище за момчета..
Той говори английски, немски, италиански и испански. Представя на френски език Самюъл Бътлър, Самюъл Тейлър Колридж, Уолт Уитман, Джоузеф Конрад, Джеймс Джойс, Итало Звево, Рамон Гомес де ла Серна, Мариано Азуела, и др. автори.
Получава инсулт през ноември 1935 г. и страда от хемиплегия и афазия, като прекарва последните двадесет и две години от живота си прикован към креслото. През тези години за него се грижи всеотдайно професор Теофил Алажуанин, специалист по афазия, който става негов приятел и пише биографията му. Въпреки болестта си продължава да твори и през 1952 г. е удостоен с националната награда за литература за цялостно творчество.
След като похарчва цялото си състояние, той продава имотите си и библиотеката си от петнадесет хиляди тома през 1948 г. на град Виши. Като страстен читател и преводач, книгите му са подвързани според езиците им: английски романи в синьо, испански в червено и т.н.
Валери Ларбо умира на 2 февруари 1957 г. във Виши.
На негово име през 1957 г. е учредена литературна награда от Международната асоциация на приятелите на Валери Ларбо, група, създадена да популяризира творчеството му. Наградата се дава за произведение, чийто дух, усет и мисъл се приближава до произведенията на Ларбо.

## Произведения

### Самостоятелни романи и новели
- Fermina Márquez (1911)[1][2][2]
- A.O. Barnabooth (1913) – автобиографичен дневник
- Enfantines (1918)
- Beauté, mon beau souci... (1920)
- Amants, heureux amants (1921)
- Mon plus secret conseil... (1923)
- Allen (1927)
- Caderno (1927)
- La Rue Soufflot (1943)

### Поезия
- Poèmes par un riche amateur (1908)[1]
- Les Poésies de A. O. Barnabooth, 1913
- Dévotions particulières (1941)
- Ode à une blanchisseuse (1949)

### Сборници
- Jaune bleu blanc (1927) – сборник разкази и есета

### Документалистика
- Ce vice impuni, la lecture.. (1925)[1]
Този неканен порок – четенето..., сп. „Критика“ бр.1 – 2 (2006), прев. Юлиан Жилиев
- Notes sur Racan (1928)
- Aux couleurs de Rome (1938)
- Ce vice impuni, la lecture. Domaine français (1941)[3]
- Questions militaires (1944)
- La Modernisation de l'orthographe des textes anciens (1944)
- Chez Chesterton (1949)
- Sous l’invocation de saint Jérôme (1944)